# Gaumendrüsen
Die Gaumendrüsen (lat. Glandulae palatinae) sind kleine Speicheldrüsen und bilden bei Säugetieren eine kontinuierliche Schicht unter der Schleimhaut (Submukosa) des weichen Gaumens sowie rund um das Zäpfchen. Sie gehören zu den „kleinen Speicheldrüsen“ (Glandulae salivariae minores) und bilden ein muköses (schleimiges) Sekret.
Bei Vögeln liegen sie am Mundhöhlendach und werden in zwei Gruppen – Glandulae palatinae laterales und Glandulae palatinae mediales untergliedert, deren Ausführungsgänge bereits makroskopisch zu sehen sind.